# Special Purpose Dexterous Manipulator

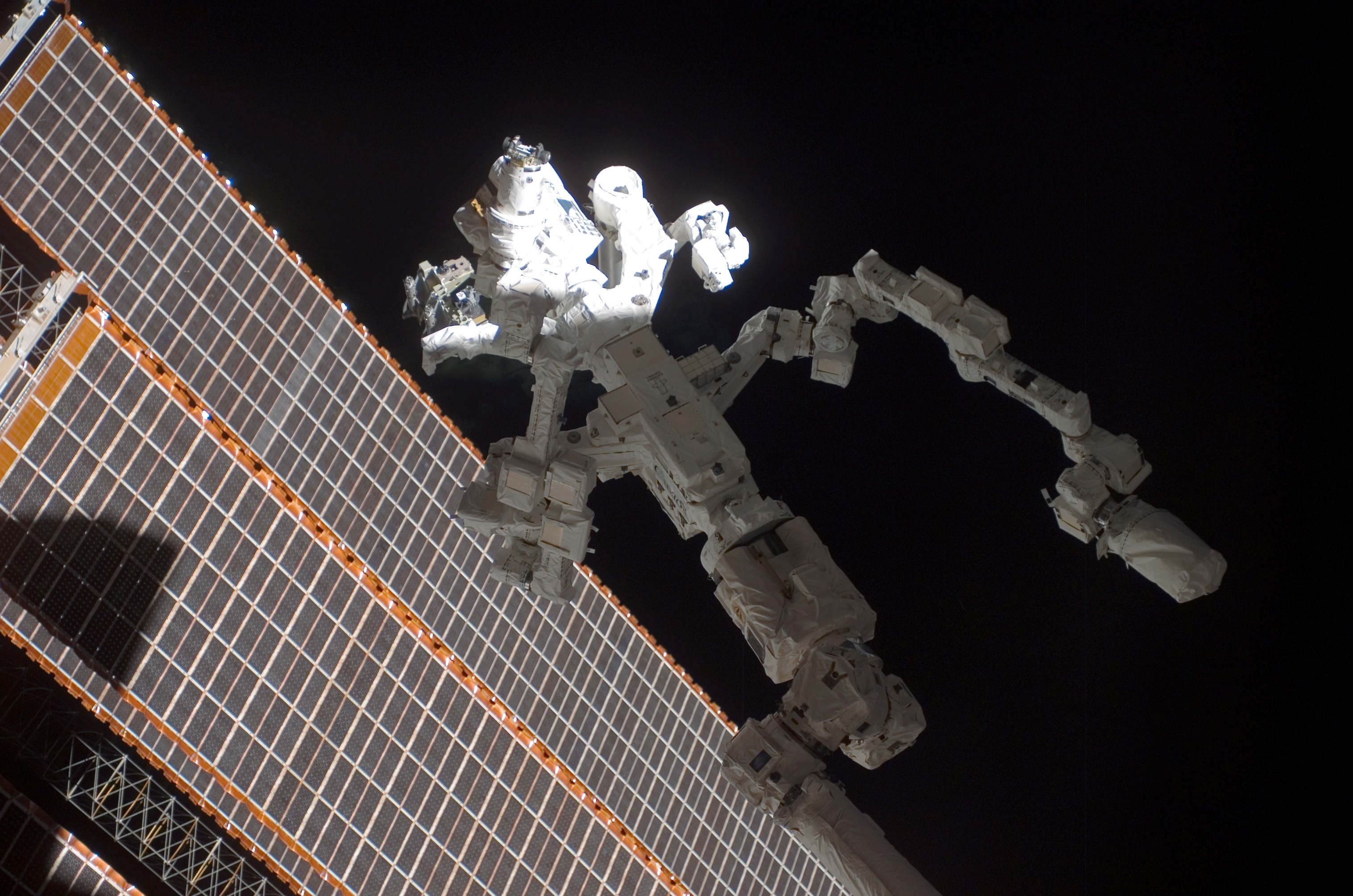
ISS Canada "hand" (NASA)

Dextre (ook wel Special Purpose Dexterous Manipulator (SPDM) genaamd) is een twee-armige robot, of telemanipulator, welke onderdeel uitmaakt van het Mobiele Service Systeem en dit systeem uitbreidt met mogelijkheden waar anders een ruimtewandeling voor nodig zou zijn. Het is gelanceerd op 11 maart 2008 met Spaceshuttle Endeavour.
Dextre is onderdeel van Canada's contributie aan de ISS, en is genoemd naar het Engelse woord voor handigheid (dexterity). Het wordt ook wel de Canada hand genoemd als analogy voor de Canadarm en de Canadarm2.

## Structuur
Dextre ziet eruit als een bovenlijf zonder hoofd met twee uiterst beweegbare armen, elk 3 meter lang. De 3,5 meter lange romp kan draaien om zijn middel. De romp kan aan een kant worden vastgrepen worden door de Canadarm2, zodat de SPDM naar de verschillende werkplekken op het ISS gedirigeerd kan worden. Het andere eind van de romp heeft een bevestigingspunt dat identiek is aan die van de Canadarm2. Hierdoor kan de SPDM worden bevestigd en opgeborgen op een van de op de ISS aanwezige bevestigingspunten, of kan het als verlengstuk van de Canadarm2 worden gebruikt.